# فلورنتین ماتی
فلورنتین ماتی (انگلیسی: Florentin Matei؛ زادهٔ ۱۵ آوریل ۱۹۹۳) بازیکن فوتبال اهل رومانی است.
از باشگاه‌هایی که در آن بازی کرده‌است می‌توان به باشگاه فوتبال رییکا، باشگاه فوتبال آپولون لیماسول، باشگاه فوتبال استوا بخارست، باشگاه فوتبال آسترا جورجو، باشگاه فوتبال چزنا، و باشگاه فوتبال الاتحاد کلبا اشاره کرد.
وی همچنین در تیم‌های ملی فوتبال زیر ۱۷ سال و زیر ۱۹ سال رومانی بازی کرده‌است.